# Passeport mauricien
Le passeport mauricien est un document de voyage international délivré aux ressortissants mauriciens, et qui peut aussi servir de preuve de la citoyenneté mauricienne. 